# Liste der Biografien/Balm
Liste der Biografien |
Portal Biografien |
Personensuche
# |
A |
B |
C |
D |
E |
F |
G |
H |
I |
J |
K |
L |
M |
N |
O |
P |
Q |
R |
S |
T |
U |
V |
W |
X |
Y |
Z |
?
 
Ba |
Be |
Bd |
Bg |
Bh |
Bi |
Bj |
Bl |
Bm |
Bn |
Bo |
Br |
Bs |
Bu |
Bw |
By |
Bz
 
Baa |
Bab |
Bac |
Bad |
Bae |
Baf |
Bag |
Bah |
Bai |
Baj |
Bak |
Bal |
Bam |
Ban |
Bao |
Bap |
Baq |
Bar |
Bas |
Bat |
Bau |
Bav |
Baw |
Bax–Baz
 
Bala |
Balb |
Balc |
Bald |
Bale |
Balf |
Balg |
Balh |
Bali |
Balj |
Balk |
Ball |
Balm |
Baln |
Balo |
Balp |
Balq |
Bals |
Balt |
Balu |
Balv |
Balw |
Baly |
Balz
Die Liste der Biografien führt alle Personen auf, die in der deutschsprachigen Wikipedia einen Artikel haben. Dieses ist eine Teilliste mit 63 Einträgen von Personen, deren Namen mit den Buchstaben „Balm“ beginnt.

## Balm
- Balm, Wim (* 1960), niederländischer Fußballspieler

### Balma
- Balmaceda Saavedra, Carlos (1879–1958), chilenischer Politiker
- Balmaceda, Carlos (* 1954), argentinischer Journalist und Schriftsteller
- Balmaceda, José Manuel (1840–1891), chilenischer Politiker
- Balmaceda, Juan de (1702–1778), Gouverneur von Chile
- Balmain, Pierre (1914–1982), französischer ModeschöpferPierre Balmain (1914–1982)

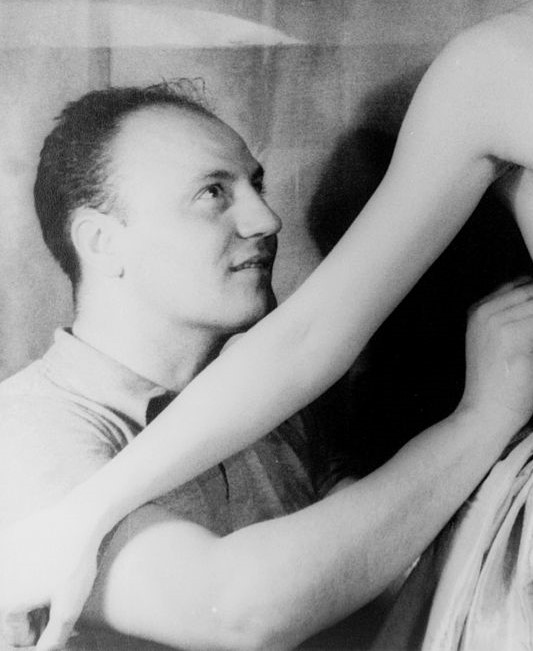
Pierre Balmain (1914–1982)

- Balmain, William Henry (1817–1880), englischer Chemiker
- Balmamion, Franco (* 1940), italienischer Radrennfahrer
- Balmann, Alfons (* 1963), deutscher Agrarökonom
- Balmanya, Domènec (1914–2001), spanischer Fußballspieler und -trainer
- Balmas, Enea (1924–1994), italienischer Romanist und Literaturwissenschaftler
- Balmaschow, Stepan Walerianowitsch (1881–1902), russischer Sozialrevolutionär
- Balmat, Jacques (1762–1834), französischer Bergführer und Kristallsucher
- Balmat, Kléber (1896–1961), französischer Skisportler

### Balme
- Balme, Christopher (* 1957), neuseeländischer Theaterwissenschaftler
- Balme, Eugène (1874–1914), französischer Sportschütze
- Balme, Geoff (* 1957), neuseeländischer Renn- und Naturbahnrodler sowie Sportfunktionär
- Balme, Timothy (* 1967), neuseeländischer Schauspieler und Drehbuchautor
- Balmelli, Alfredo, uruguayischer Fußballspieler
- Balmen, Jakow Petrowitsch de (1813–1845), russisch-ukrainischer Künstler und Schriftsteller sowie Offizier der Russischen Armee
- Balmer, Alexandre (* 2000), Schweizer Radrennfahrer
- Balmer, Alois (1866–1933), Schweizer Maler, Grafiker und Illustrator
- Balmer, Bettina (* 1966), Schweizer PolitikerinBettina Balmer (* 1966)

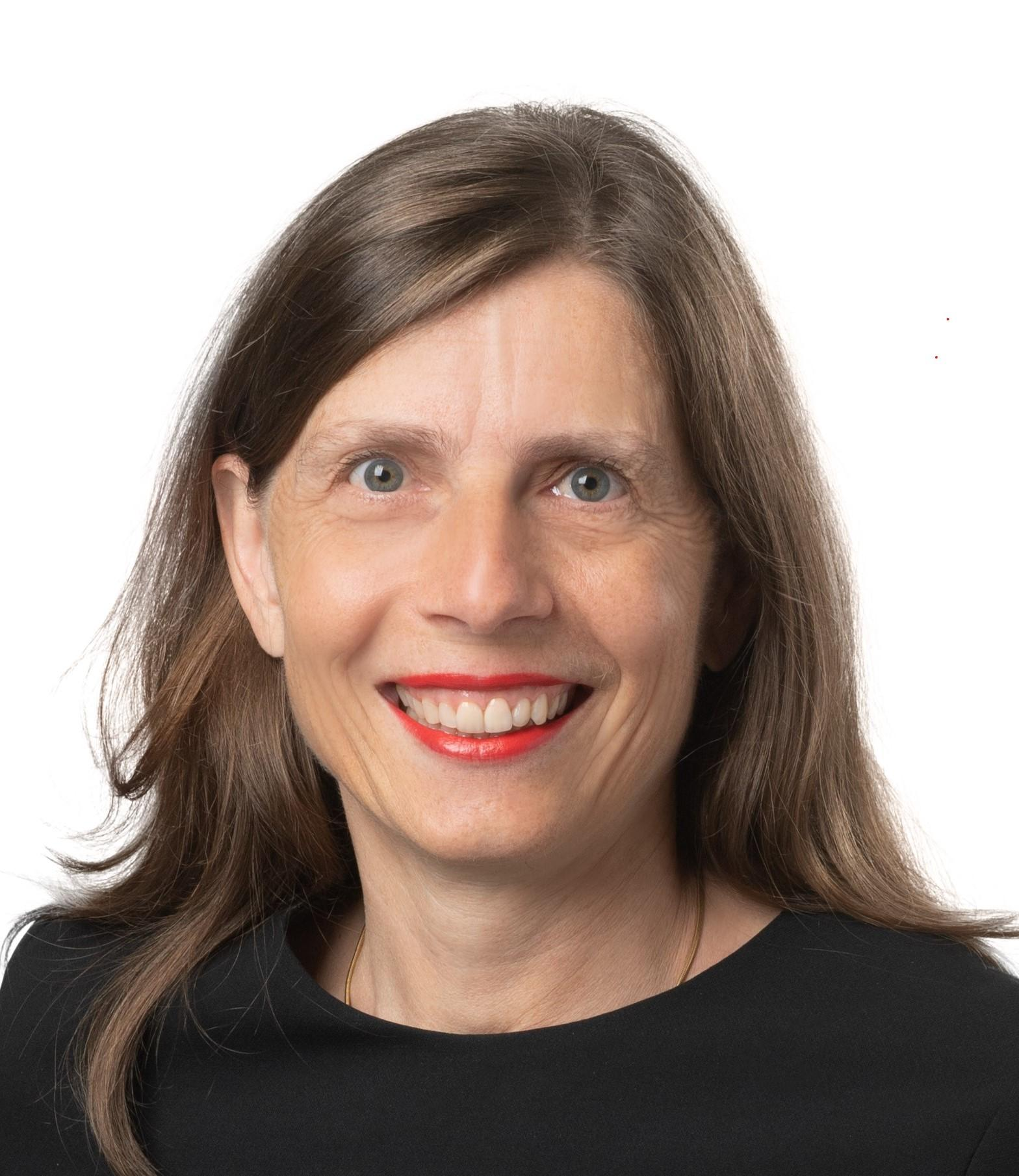
Bettina Balmer (* 1966)

- Balmer, Don (1937–2024), Schweizer Schauspieler
- Balmer, Dres (* 1949), Schweizer Schriftsteller und ehemaliger IKRK-Delegierter
- Balmer, Edwin (1883–1959), US-amerikanischer Science-Fiction-Schriftsteller
- Balmer, Emil (1890–1966), Schweizer Archivar und Mundartautor
- Balmer, Emma (1884–1964), Schweizer Mundartschriftstellerin
- Balmer, Hans (1903–1996), Schweizer Organist und Pianist
- Balmer, Hans Peter (* 1945), deutsch-schweizerischer Philosoph
- Balmer, Hans Rudolf (1899–1993), Schweizer Lehrer und Mundartschriftsteller
- Balmer, Heinrich (* 1940), Schweizer Psychologe und Psychotherapeut
- Balmer, Heinz (1928–2016), Schweizer Wissenschaftshistoriker und Autor
- Balmer, Helen (1924–2023), Schweizer Bildhauerin
- Balmer, Jack (1916–1984), englischer Fußballspieler
- Balmer, Jean-François (* 1946), französisch-schweizerischer Theater- und Filmschauspieler
- Balmer, Johann Jakob (1825–1898), Schweizer Mathematiker und PhysikerJohann Jakob Balmer (1825–1898)

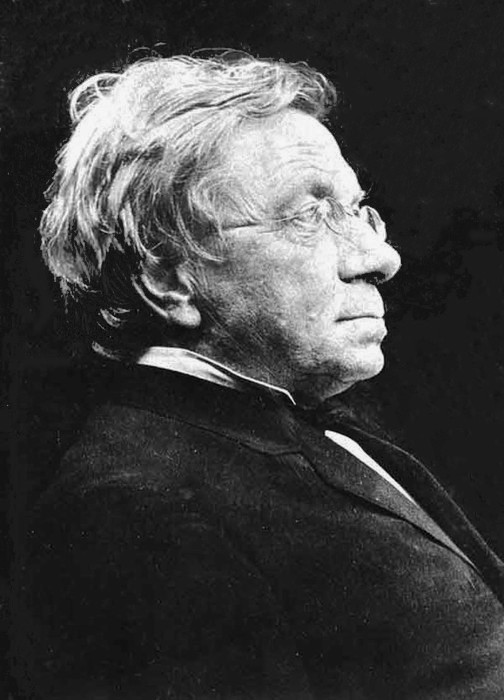
Johann Jakob Balmer (1825–1898)

- Balmer, Joseph (1828–1918), Schweizer Kirchen- und Historienmaler
- Balmer, Joseph (1914–2006), Schweizer Historiker und Indianer-Experte
- Balmer, Lorenz (1916–2004), Schweizer Bildhauer und Zeichner
- Balmer, Randall (* 1954), US-amerikanischer Religionshistoriker und episkopaler Pastor
- Balmer, Stephen (* 1991), nordirischer Eishockeyspieler
- Balmer, Thomas (* 1976), Schweizer Fussballspieler
- Balmer, Walter (1948–2010), Schweizer Fussballspieler
- Balmer, Wilhelm (1837–1907), Schweizer Dekorationsmaler, Zeichenlehrer und Maler
- Balmer, Wilhelm (1865–1922), Schweizer Kunstmaler
- Balmer, Wilhelm Friedrich (1872–1943), Schweizer Zeichner, Illustrator, Zeichenlehrer, Maler, Sachbuchautor und Keramiker
- Balmer, Yves Noël (* 1978), Schweizer Politiker (SP), Landammann von Appenzell Ausserrhoden
- Balmes, Hans Jürgen (* 1958), deutscher Lektor, Herausgeber und Übersetzer
- Balmes, Jaime (1810–1848), spanischer Philosoph, Theologe, katholischer Apologet, Soziologe und politischer Schriftsteller
- Balmès, Thomas (* 1969), französischer Regisseur, Drehbuchautor, Kameramann und Filmproduzent

### Balmf
- Balmforth, Darren (* 1972), australischer Ruderer

### Balmi
- Balmilero, Kimee, US-amerikanische SchauspielerinKimee Balmilero

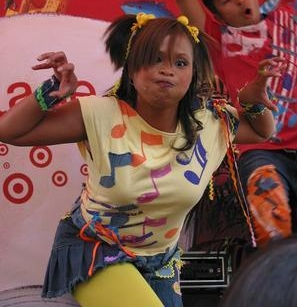
Kimee Balmilero

- Balmis, Francisco Javier de (1753–1819), spanischer Mediziner

### Balmo
- Balmont, Florent (* 1980), französischer Fußballspieler
- Balmont, Konstantin Dmitrijewitsch (1867–1942), russischer Lyriker, Dichter der russischen Moderne
- Balmori Cinta, Roberto Octavio (* 1943), mexikanischer Ordensgeistlicher, emeritierter römisch-katholischer Bischof von Ciudad Valles
- Balmori Picazo, Santos (1898–1992), mexikanischer Maler
- Balmori, Diana (1932–2016), spanische Landschaftsarchitektin, Dozentin und Stadtplanerin
- Balmori, Jesús Batikuling (1887–1948), philippinischer Literat
- Balmotschnych, Maxim Wassiljewitsch (* 1979), russischer Eishockeyspieler

### Balmy
- Balmy, Coralie (* 1987), französische Schwimmerin
- Balmyle, Nicholas, schottischer Geistlicher